# ツクシイバラ
ツクシイバラ(筑紫薔薇、Rosa multiflora var. adenochaeta)は、バラ科のバラ属に分類される植物。九州を意味するつくし（筑紫）とイバラを合わせた名前で、南九州独特のノイバラの意味である。

## 特徴
母種のノイバラより全体にやや大きく、花は淡紅色または白色で、直径3-5cmと大きい。花序や花柄、萼に紅色の長い腺毛が密生するのが特徴で、特に花序は真っ赤になるほど密生する。
小葉は5-7枚、深緑色で粗い鋸歯があり、他のノイバラと異なり小葉に光沢がある。葉裏の毛は少なく、葉軸は無毛で腺毛が生える。
果実は直径5-8ミリ長さ8-10ミリ程で、花期は5-6月。

## 分布と生育環境
四国・九州、朝鮮半島南部、中国中西部などに分布する。野原や草原、道端などに生え、森林に出ることはあまり見ない。河川敷など攪乱の多い場所によく生え、刈り込まれてもよく萌芽する、雑草的な性格が強い。

## 希少種としての価値
バラ栽培の土台として適していたため、盗掘や河川環境の変化に伴い減少傾向にあった。そのため県では2004年に熊本県レッドデータブックに絶滅危惧種II類として登録し保全を図っている。
現在自生している場所は少なく熊本県球磨郡錦町の球磨川河川敷で唯一、群生したツクシイバラを見ることができる。

## 発見の経緯
- 1917年 - 前原勘次郎が上村にて「ツクシサクラバラ」として標本を採取
- 1918年 - 小泉源一がRosa adenochaeta Koidz.と命名する
- 1926年 - 中井猛之進が学名組み替えRosa polyantha Siebold et Zucc. var. adenochaeta (Koidz.)Nakai
- 1953年 - 大井次三郎が学名変更Rosa multiflora Thunb. var. adenochaeta (Koidz.) Ohwi
- 1988年 - 籾山泰一と大場秀章がレクトタイプ標本を選定
- 2001年 - 大場秀章が正式に発表